# 봉화 청량사 건칠약사여래좌상 및 복장유물
봉화 청량사 건칠약사여래좌상 및 복장유물(奉化淸凉寺乾漆藥師如來坐像및 腹藏遺物)은 대한민국 경상북도 봉화군 명호면, 봉화 청량사에 있는 불상이다. 2016년 11월 16일 대한민국의 보물 제1919호로 지정되었다.

## 건칠약사여래좌상
봉화 청량사 건칠약사여래좌상은 흙으로 형태를 만든 뒤 그 위에 삼베를 입히고 칠을 바르고 말리는 과정을 반복해서 일정한 두께를 얻은 후 조각하여 만든 건칠불상이다. 이 불상은 오래전부터 청량사의 주불전인 유리보전의 주불로 봉안되어 온 것으로 추정되며, 엄숙한 상호, 당당하고 육감적인 양감, 균형 잡힌 신체, 탄력과 절제된 선묘 등에서 석굴암 본존불 계통의 통일신라 전성기 불상의 양식계통을 따르고 있다.
불상의 초창 기록이 확인되지 않아 정확한 제작 시기는 알 수 없지만, 두 차례에 걸쳐 실시한 바탕층 삼베에 대한 방사선탄소연대 측정 결과 AD 770~945(1차 중간 층 : 900-945, 2차 마감 층 : 칠 제거 전 770년/칠 제거 후 780-870)으로 도출되었다. 이에 이 불상은 이르면 8세기 후반, 늦어도 10세기 전반 경에는 조성된 것으로, 930년경으로 추정되는 《해인사 건칠희랑대사좌상》과 더불어 우리나라 최고(最古)의 건칠불상임을 알 수 있어, 우리나라 불교조각사에서 중요한 위치와 의미를 갖는 불상으로 평가된다.

## 복장유물
복장유물은 중수과정에서 납입된 발원문과 후령통, 복장전적, 금강계만다라 등 모두 19건 208점에 이른다. 이 중 1560년 중수 때 납입된 《천인동발원문(千人同發願文)》은 처음 만들어진 후 고려후기와 조선 전기에 중수된 기록을 담고 있어 중요하고, 《삼십칠존종자만타라팔엽일륜(三十七尊種字曼陀羅八葉一輪)》은 고려의 시중최종준(侍中崔宗峻)이 1239년에 납시(納施)한 것으로 불상의 중수 연대 추정에 도움을 준다.
| 구분     | 구분 | 명칭                       | 재질           | 수량         | 연대       | 크기(cm)              | 비고 |
| -------- | ---- | -------------------------- | -------------- | ------------ | ---------- | --------------------- | --- |
| 발원문   | 1    | 結願文                     | 종이           | 1            | 1560년     | 65.6x41.8             | *嘉靖三十九年庚申十二月初一日蓮臺寺藥師三世如來改金重修記錄.                                                     |
| 발원문   | 2    | 千人同發願文               | 종이           | 1            | 1560년     | 66.0×41.5             | *嘉靖三十九年庚申仲冬日目.                                                                                       |
| 발원문   | 3    | 發願文                     | 종이           | 1            | 1713년     | 36.5×30.5             | *康熙五十四年乙未六月日淸凉山蓮臺寺藥師如來與左右補處塗金重修記.                                                 |
| 발원문   | 4    | 願文                       | 종이           | 1            | 조선시대   | 27.3×28.4             | *稽首歸命十方三寶慈尊特……                                                                                        |
| 복장유물 | 5    | 喉鈴筒                     | 종이           | 1            | 조선시대   | 높이 23.3 폭 6.8      | *내부에 오보병을 납입함. 오보병 납입 물목은 <표2>참조. *보병의 크기는 높이 18.5cm, 폭 2.5cm임.                   |
| 복장유물 | 6    | 西方寶甁                   | 종이           | 1            | 조선시대   | 21.0×31.0             | *표면에 西方封, 藿香小黃無를 묵서함. 중수시 납입한 오보병 중 서방으로 추정됨. *내용물은 없음.                    |
| 복장유물 | 7    | 南方寶甁                   | 종이           | 1            | 조선시대   | 21.0×31.0             | *표면에 南方封이라고 묵서함. 중수시 납입한 오보병중 남방으로 추정됨. *내용물은 없음.                             |
| 복장유물 | 8    | 黃綃幅子                   | 비단           | 1            | 조선시대   | 37.5×98.0             | *南, 東, 言, 貴非保体兩主라는 묵서가 있음.                                                                       |
| 복장유물 | 9    | 諸寶香                     | 종이 나무 금속 | 1뭉치 (일괄) | 조선시대   | 23.0×32.5             | *표면에 諸寶香封이라고 묵서함. *금속제 후령통, 향목편 및 五方鏡중 三角, 半月鏡, 그리고 메달형태의 柄鏡을 납입함. |
| 복장유물 | 10   | 삼베                       | 삼베           | 1            | 조선시대   | 35.0×68.0             | * 天德, …氏保体라는 墨書가 있음.                                                                                 |
| 복장유물 | 11   | 청색직물편                 | 비단           | 2            | 조선시대   | ①31.5×46.5 ②11.5×13.0 | |
| 복장유물 | 12   | 백색직물편                 | 면             | 1            | 조선시대   | 37.0×93.0             | |
| 복장유물 | 13   | 封緘紙片                   | 종이           | 2            | 조선시대   | ①23×38.6 ②10×41       | ① ‘梵’字와 ‘封’字를 주서로 씀. ② ‘封’字를 주서로 씀.                                                             |
| 복장전적 | 14   | 불량답시주목록             | 〃             | 1책          | 1698       | 37.5×32.5             | 寫本. 蓮臺寺시주기                                                                                               |
| 복장전적 | 15   | 불량답시주목록             | 〃             | 1책          | 1713       | 36.5×30.5             | 寫本. 蓮臺寺시주기                                                                                               |
| 복장전적 | 16   | 삼십칠존종자만다라팔엽일륜 | 〃             | 1매          | 16세기     | 66×54.5               | 목판본, 己亥十月日侍中崔宗峻印施.                                                                                |
| 복장전적 | 17   | 금강계만다라               |                | 166매        | 조선 후기  | 37×38                 | 목판본. 낱장 |
| 복장전적 | 18   | 범자다라니                 | 〃             | 3매          | 조선 후기  | 51×57                 | 목판본. 낱장 |
| 복장전적 | 19   | 주사범자다라니             | 〃             | 21매         | 조선 후기  | 42×48                 | 주색으로 필사한 다라니. 낱장                                                                                     |
| 계       | 계   | 19건 208점                 | 19건 208점     | 19건 208점   | 19건 208점 | 19건 208점            | 19건 208점 |

## 참고 자료
- 봉화 청량사 건칠약사여래좌상 및 복장유물 - 국가유산청 국가유산포털